# Herbert Saß
Herbert Saß (* 13. September 1922 in Dommatzen, Kreis Lüchow; † 25. Mai 1989 in Bad Oeynhausen, Kreis Minden-Lübbecke) war ein deutscher Politiker (SPD), ab 1959 Mitglied des Niedersächsischen Landtages.

## Leben
Nach dem Besuch der Volksschule in Braunschweig absolvierte der im Landkreis Lüchow-Dannenberg geborene
Herbert Saß eine Ausbildung als Schlosser. Im Zweiten Weltkrieg war er als Wehrdienstleistender Kriegsteilnehmer von 1940 bis 1945. Durch eine Kriegsverwundung konnte er nicht mehr in seinem erlernten Beruf arbeiten. In den Jahren 1945 bis 1947 wurde er durch die Besatzungsmacht dienstverpflichtet, danach arbeitete er von 1947 bis 1960 in einer Bundesbehörde als Verwaltungsangestellter. Im Jahr 1948 trat er in den Deutschen Gewerkschaftsbund und in die SPD ein.
Herbert Saß lebte in Bückeburg. Er hatte eine Vielzahl von Ämtern und Positionen inne, darunter der stellvertretende Aufsichtsratsvorsitz der Gemeinnützigen Kreissiedlungsgesellschaft, der Vorsitz der Sparkassenzweckverbände Stadthagen und Bückeburg, und er war Verwaltungsratsmitglied der Kreis- und Stadtsparkassen Stadthagen und Bückeburg.
In den Jahren 1952 bis 1977 war er im Landkreis Schaumburg-Lippe Kreistagsmitglied, dabei von 1956 bis 1972 Vorsitzender der SPD-Fraktion. Ebenfalls 1956 wurde er Stellvertreter des Landrates und 1960 bis 1970 schließlich selbst Landrat im Landkreis Schaumburg-Lippe. Ab dem Jahr 1977 war er Kreistagsmitglied des Landkreises Schaumburg.
Für sein Wirken erhielt Herbert Saß 1978 das Große Verdienstkreuz der Bundesrepublik Deutschland und das Große Verdienstkreuz des Niedersächsischen Verdienstordens. Vom 6. Mai 1959 bis 20. Juni 1982 war er Mitglied des Niedersächsischen Landtages (4. bis 9. Wahlperiode), davon vom 5. Juli 1967 bis 20. Juni 1982 Vorsitzender des Ausschusses für Haushalt und Finanzen.
Herbert Saß war evangelisch, ab 1947 mit Erna Saß, geborene Prasuh, und hatte zwei Kinder.